# Paracrossidius instigator
Paracrossidius instigator är en skalbaggsart som beskrevs av Vladimir Balthasar 1932. Paracrossidius instigator ingår i släktet Paracrossidius och familjen Aphodiidae. Inga underarter finns listade i Catalogue of Life.